# Saint-Eugène (Saona y Loira)
 Saint-Eugène  es una población y comuna francesa, en la región de Borgoña, departamento de Saona y Loira, en el distrito de Autun y cantón de Mesvres.

## Demografía
| 330 | 297 | 277 | 255 | 206 | 181 |
| Para los censos de 1962 a 1999 la población legal corresponde a la población sin duplicidades (Fuente: INSEE [Consultar]) |     |     |     |     |     |